# Silence-Lotto/Saison 2009
Mannschaft und Erfolge des Team Silence-Lotto in der Saison 2009.

## Saison 2009

### Erfolge in der ProTour
| Datum       | Rennen                              | Fahrer           |
| ----------- | ----------------------------------- | ---------------- |
| 30. Mai     | 20. Etappe Giro d’Italia            | Philippe Gilbert |
| 7. Juni     | Prolog Critérium du Dauphiné Libéré | Cadel Evans      |
| 17. Oktober | Giro di Lombardia                   | Philippe Gilbert |

### Erfolge in der Continental Tour
| Datum        | Rennen                             | Kat. | Fahrer           |
| ------------ | ---------------------------------- | ---- | ---------------- |
| 28. März     | 5. Etappe Settimana Internazionale | 2.1  | Cadel Evans      |
| 16. April    | 5. Etappe Türkei-Rundfahrt         | 2.1  | Olivier Kaisen   |
| 20. Juni     | 4. Etappe Ster Elektrotoer         | 2.1  | Philippe Gilbert |
| 17.–21. Juni | Gesamtwertung Ster Elektrotoer     | 2.1  | Philippe Gilbert |
| 30. August   | Schaal Sels                        | 1.1  | Kris Boeckmans   |
| 8. Oktober   | Coppa Sabatini                     | 1.1  | Philippe Gilbert |
| 11. Oktober  | Paris–Tours                        | 1.HC | Philippe Gilbert |
| 15. Oktober  | Giro del Piemonte                  | 1.HC | Philippe Gilbert |

### Abgänge-Zugänge 2009
| Zugänge                  | Team 2008             | Abgänge                    | Team 2009           |
| ------------------------ | --------------------- | -------------------------- | ------------------- |
| Staf Scheirlinckx        | Cofidis               | Dominique Cornu            | Quick Step          |
| Sebastian Lang           | Gerolsteiner          | Dries Devenyns             | Quick Step          |
| Mickaël Delage           | Française des Jeux    | Maarten Tjallingii         | Rabobank            |
| Philippe Gilbert         | La Française des Jeux | Jaroslaw Popowytsch        | Team Astana         |
| Tom Stubbe               | Française des Jeux    | Dario Cioni                | ISD-Danieli         |
| Jelle Vanendert          | Française des Jeux    | Robbie McEwen              | Katjuscha           |
| Charles Wegelius         | Liquigas              | Wim Van Huffel             | Revor-Jartazi       |
| Wilfried Cretskens       | Quick·Step            | Geert Steurs               | Topsport Vlaanderen |
| Thomas Dekker            | Rabobank              | Wim De Vocht               | Vacansoleil         |
| Michiel Elijzen          | Rabobank              | Bert Roesems               | Cinelli-Down Under  |
| Jonas Ljungblad          | P3 Transfer-Batavus   | Nick Gates                 | Karriereende        |
| Kenny Dehaes (ab 01.07.) | Katjuscha             | Wim Vansevenant            | Karriereende        |
|                          |                       | Thomas Dekker (bis 30.09.) | Dopingsperre        |

### Mannschaft 2009
| Name                  | Geburtstag         | Nationalität           |              |
| --------------------- | ------------------ | ---------------------- | ------------ |
| Mario Aerts           | 31. Dezember 1974  | Belgien                |              |
| Christophe Brandt     | 6. Mai 1977        | Belgien                |              |
| Wilfried Cretskens    | 10. Juli 1976      | Belgien                |              |
| Glenn D’Hollander     | 28. Dezember 1974  | Belgien                |              |
| Francis De Greef      | 2. Februar 1985    | Belgien                |              |
| Kenny Dehaes          | 10. November 1984  | Belgien                |              |
| Mickaël Delage        | 6. August 1985     | Frankreich             |              |
| Bart Dockx            | 2. September 1981  | Belgien                |              |
| Michiel Elijzen       | 31. August 1982    | Niederlande            |              |
| Cadel Evans           | 14. Februar 1977   | Australien             |              |
| Gorik Gardeyn         | 17. März 1980      | Belgien                |              |
| Philippe Gilbert      | 5. Juli 1982       | Belgien                |              |
| Leif Hoste            | 17. Juli 1977      | Belgien                |              |
| Pieter Jacobs         | 6. Juni 1986       | Belgien                |              |
| Olivier Kaisen        | 30. April 1983     | Belgien                |              |
| Sebastian Lang        | 15. September 1979 | Deutschland            |              |
| Jonas Ljungblad       | 15. Januar 1979    | Schweden               |              |
| Matthew Lloyd         | 24. Mai 1983       | Australien             |              |
| Jürgen Roelandts      | 2. Juli 1985       | Belgien                |              |
| Staf Scheirlinckx     | 12. März 1979      | Belgien                |              |
| Roy Sentjens          | 15. Dezember 1980  | Belgien                |              |
| Tom Stubbe            | 26. Mai 1981       | Belgien                |              |
| Greg Van Avermaet     | 17. Mai 1985       | Belgien                |              |
| Jurgen Van Den Broeck | 1. Februar 1983    | Belgien                |              |
| Johan Vansummeren     | 4. Februar 1981    | Belgien                |              |
| Jelle Vanendert       | 19. Februar 1985   | Belgien                |              |
| Charles Wegelius      | 26. April 1978     | Vereinigtes Königreich |              |
| Stagiaires            | Stagiaires         | Nationalität           | Nationalität |
| Adam Blythe           | Adam Blythe        | Vereinigtes Königreich |              |
| Kris Boeckmans        | Kris Boeckmans     | Belgien                |              |
| Yannick Eijssen       | Yannick Eijssen    | Belgien                |              |